# (361) Bononia
Pour les articles homonymes, voir Bononia.
(361) Bononia est un astéroïde de la ceinture principale extérieure découvert par Auguste Charlois le 11 mars 1893. Il est baptisé du nom latin de la ville italienne de Bologne et de la ville française de  Boulogne.